# Kinston (Carolina do Norte)
Kinston é uma cidade localizada no estado norte-americano de Carolina do Norte, no Condado de Lenoir.

## Demografia
Segundo o censo norte-americano de 2000, a sua população era de 23.688 habitantes.
Em 2006, foi estimada uma população de 22.729, um decréscimo de 959 (-4.0%).

## Geografia
De acordo com o United States Census Bureau tem uma área de
43,7 km², dos quais 43,3 km² cobertos por terra e 0,4 km² cobertos por água. Kinston localiza-se a aproximadamente 24 m acima do nível do mar.

## Localidades na vizinhança
O diagrama seguinte representa as localidades num raio de 24 km ao redor de Kinston.